# Erlan Wrazayev
Erlan Janatayevïç Wrazayev (in kazako Ерлан Жанатаевич Уразаев?, in russo Ерлан Жанатаевич Уразаев?, Erlan Žanataevič Urazaev; 4 aprile 1979) è un ex calciatore kazako, di ruolo centrocampista.